# Vinicius Reche
Vinicius Cunha Reche, conhecido como Vinicius Reche ou simplesmente Vinicius (São Paulo, 28 de janeiro de 1984), é um futebolista brasileiro que atua na posição de meia, atualmente defende o Água Santa.

## Carreira
Revelado pelo Palmeiras, era tido como o principal jogador da base do clube, após subir ao profissional teve poucas chances, o que fez ser emprestado para a equipe do Grêmio Barueri onde teve boas atuações e foi para o Ituano onde foi o destaque da equipe rubro-negra de Itu, o que chamou atenção do Vasco e acabou sendo contratado pelo cruz-maltino com um contrato de 3 anos, teve poucas chances na equipe vascaína. Sem chances, foi para a França para jogar na equipe do Angers, lá foi o destaque da equipe francesa, fazendo partidas excelentes, o que fez com que fosse sondado pelo Lyon, mas, acabou sendo repatriado na temporada seguinte pelo Mirassol, fez boas atuações na equipe paulista mesmo sem marcar gols, e acabou partindo novamente para a Europa, para jogar pelo Estoril Praia de Portugal, lá teve uma grande sequência de jogos e se firmou na equipe portuguesa, onde atuou em 30 partidas e marcou 4 gols, após isso foi para a Arábia Saudita, onde passou muito tempo por lá, atuou por 3 clubes, o Al Nassr, Al Wehda e Al-Taawon, pelo último teve grande destaque sendo eleito melhor jogador do mês da Arábia por duas vezes consecutivas, após sucesso na Arábia, partiu para a Coreia do Sul, atuando pelo Jeonbuk Motors, atuou em poucas partidas e não teve o mesmo sucesso das temporadas passadas. No dia 08 de setembro de 2015 foi anunciado como reforço do Santa Cruz, anuncio aconteceu durante do intervalo da partida contra o Paysandu pelo telão do estádio do Arruda, jogador fez exames médicos e assinou contrato no dia seguinte, jogador chegou com o aval do treinador do clube, Marcelo Martelotte, no qual já trabalhou com o atleta na base do Palmeiras. Sua estreia foi contra o Ceará, na vitória tricolor por 2x1. Participou do elenco que levou o tricolor de volta à elite do futebol brasileiro.

## Títulos
Grêmio Barueri
- Campeonato Paulista de Futebol - Série A2: 2006

Jeonbuk Motors
- Campeonato Sul-Coreano de Futebol: 2014